# Rauhajärvi (sjö i Jorois, Södra Savolax)
Rauhajärvi är en sjö i kommunen Jorois i landskapet Södra Savolax i Finland. Sjön ligger 99,6 meter över havet. Den är 27,49 meter djup. Arean är 1,49 kvadratkilometer och strandlinjen är 8,82 kilometer lång. Sjön  ingår i Vuoksens huvudavrinningsområde.   Den ligger omkring 53 kilometer norr om S:t Michel och omkring 260 kilometer nordöst om Helsingfors. 